# Samuel Coleridge-Taylor
Denna artikel handlar om tonsättaren. För 1700-talspoeten, se Samuel Taylor Coleridge.

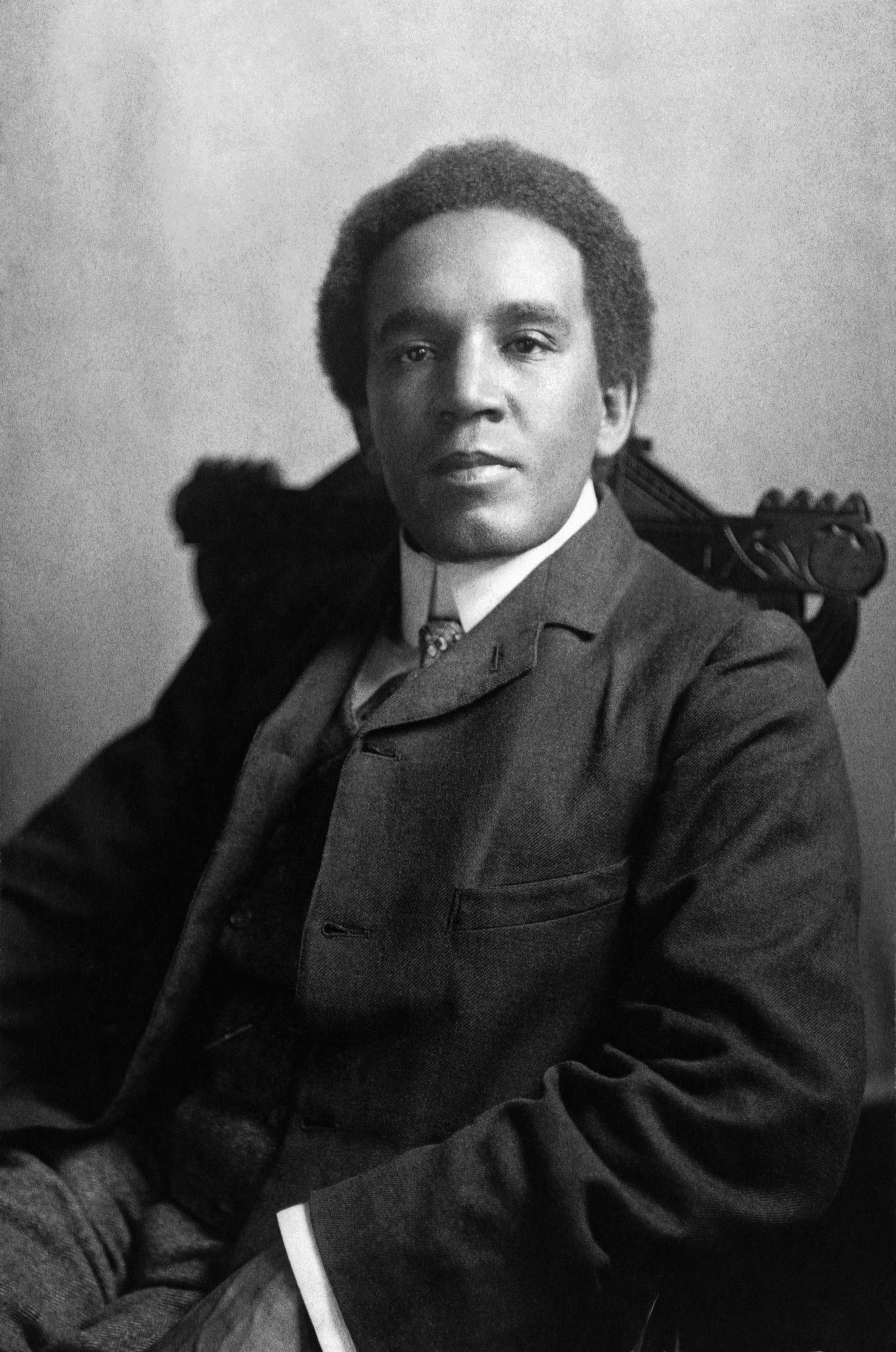
Samuel Coleridge-Taylor

Samuel Coleridge-Taylor, född 15 augusti 1875 i Holborn, London, död 1 september 1912 i London, var en brittisk tonsättare. Coleridge-Taylors far var svart afrikan (från Sierra Leone), medan modern var vit engelska, en för samtiden pikant kombination. Härkomsten avspeglas i Samuel Coleridge-Taylors verk, där han sökt sammansmälta afrikanska stildrag och negro spirituals med europeisk konstmusik. 
Bland verken kan nämnas en nonett, en klarinettkvintett, en stråkkvartett, en symfoni (symfoni i a-moll, opus 8), en violinkonsert, kantaterna Hiawatha och Endymion's dream, samt oratoriet The atonement, operetten Dream lovers med mera.
Coleridge-Taylor upptogs 1890 i Royal College of Music i London, och där senare lärjunge till Charles Villiers Stanford. Han blev även lärare i fiolspel vid Royal college.